# 斯卡法蒂
斯卡法蒂是位於義大利南部坎帕尼亞大區薩萊諾省的一個城市。2004年12月31日，該市有人口50,525人。